# Batalha do rio Vístula
A Batalha do Rio Vístula, também conhecida como Batalha de Varsóvia, foi uma vitória da Rússia sobre o Império Alemão na Frente Oriental durante a Primeira Guerra Mundial.

## Batalha
Como o exército austro-húngaro estava a ser conduzido a partir de Galícia após a batalha por lá, o marechal Paul von Hindenburg, comandando as forças alemãs na Frente Oriental, ordenou uma ofensiva contra as linhas russas na região de Varsóvia. A batalha teve início em 29 de setembro o nono exército comandado por August von Mackensen. Mackensen atingiu o rio Vístula dia 9 de setembro e foi a apenas 12 quilômetros de Varsóvia. A ofensiva alemã começou a esmorecer. O general Nikolai Ruzsky, comandante da Frente Noroeste da Rússia, se levantou contra o nono reforço alemão. Neste momento Hindenburg soube de uma planejada ofensiva russa na Silésia quando capturou um soldado russo. No entanto, Hindenburg continuou a ofensiva contra Varsóvia. Os alemães estavam familiarizados com a terra mas não o suficiente para trazer reforços para o Nono Exército, permitindo Ruzsky a concentrar a sua frente contra Mackensen. Em 17 de outubro Hindenburg ordenou um retiro. A batalha tinha acabado.

## Resultados
Em 1 de novembro, o Nono Exército alemão estava de volta de onde ele havia saído, com 42.000 soldados a menos. Esta foi a primeira de uma série de tentativas de Hindenburg para capturar Varsóvia. Dez dias depois, Hindenburg fez uma nova tentativa em Varsóvia, culminando na Batalha de Łódź.Com números superiores sobre a Frente Oriental tinha dado ao exército russo a vantagem no outono de 1914.